# Шляхова Нонна Михайлівна
Нонна Михайлівна Шляхова (нар. 28 вересня 1933, м. Харків) — українська літературознавець. Доктор філологічних наук (1986), професор (1989); керівник наукової школи «Наративний дискурс художньої літератури кінця ХХ — поч. ХХІ ст.». Відмінник освіти, Почесна відзнака Голови Одеської обласної адміністрації, Почесна грамота Верховної ради України

## Біографія
Н. М. Шляхова народилася 28 вересня 1933 року у Харкові в родині робітників. У 1959 році закінчила філологічний факультет Київського державного університету імені Тараса Шевченка. Після закінчення працювала редактором молодіжних передач Херсонської студії телебачення і за сумісництвом — викладачем Херсонського педагогічного інституту. З 1965 року працює викладачем філологічного факультету Одеського державного університету (нині — Одеський національний університет імені І. І. Мечникова) кафедри української літератури, а з 1968 року — на кафедрі теорії літератури і компаративістики (до 2003 року кафедра теорії і методики викладання літератури).
У 1971 році Нонна Михайлівна успішно захищає кандидатську дисертацію «Емоції в творчому процесі письменника і художньому творі (В творчій лабораторії О. Кобилянської, В. Стефаника, О. Довженка, О. Гончара)». Вона творчо розробляє і читає майже всі лекційні курси кафедри — вступ до літературознавства, теорію літератури, естетику, а також численні спецкурси.
У 1986 році Н. Шляхова захищає докторську дисертацію «Духовний світ особистості в радянській багатонаціональній прозі 60—70-х років», а через три роки отримує звання професора. У 1987 році Нонна Михайлівна стала деканом філологічного факультету ОДУ і працювала на цій посаді до листопада 2003 року. В роки її керівництва почала здійснюватися підготовка україністів та русистів з правом викладання англійської чи німецької мов, світової літератури, ліцензовано нові спеціальності: «болгарська мова та література», «прикладна лінгвістика», «журналістика», «видавнича справа та редагування». Н. Шляхова є членом Спеціалізованої ради з філологічних дисциплін (українська та російська літератури), а також ж членом Спецради із захисту докторських дисертацій при Київському національному університеті імені Тараса Шевченка.

## Наукова діяльність
З початку 1970-х років новим напрямком наукових пошуків Нонни Михайлівни стає дослідження особливостей духовного світу героя сучасної літератури. У численних статтях, опублікованих в авторитетних наукових вітчизняних та закордонних виданнях, а також і в монографії «Духовний світ сучасника: моральноетічні пошуки в сучасній радянській багатонаціональній прозі» (Київ ; Одеса, 1982) знайшли відображення результати багаторічної праці по студіювання наукової літератури з різних галузей знання, аналізу широкого кола художніх текстів, побудові обґрунтованої і теоретично вивіреної концепції.
1990 року вийшла друком  монографія «Художній тип. Соціальна і духовна характерність». В цей період увагу Н. Шляхової привертає проблема художнього узагальнення в літературі — одна з найскладніших проблем теорії літератури та літературної естетики. Ґрунтовне й різнобічне дослідження цій проблематиці увінчалося виходом навчального посібника «Еволюція форм художнього узагальнення» (Одеса, 1996).
Як член редколегії, Н. М. Шляховая бере участь у видання трьох лінгвістичних («Мова», «Записки із загального мовознавства», «Слов'янський збірник») і трьох літературознавчих («Історико-літературний журнал», «Медієвіотика», «Проблеми сучасного літературознавства») журналів.
У 2003 році Н. М. Шляхова видає збірник літературно-критичних статей «Життя порізнені листочки».

## Праці
- Емоції і художня творчість / Н. М. Шляхова. — Київ: Мистецтво, 1981. — 103 с.
- Духовний світ сучасника: Морально-етичні пошуки в суч. рад. багатонац. прозі / Н. М. Шляхова. — Київ; Одеса: Вища школа, 1982. — 142 с.
- Художній тип: соціальна і духовна характерність / Н. М. Шляхова. — Одеса: Маяк, 1990. — 256 с.
- Еволюція форм художньою узагальнення: учб. посіб. / Н. М. Шляхова. — Одеса: Астропринт, 1996. — 245 с.
- Українознавство в Одеському університеті / Н. М. Шляхова // IV-й Міжнар. конгрес україністів. — Одеса, 1999. — С. 223—228.
- Психологічний напрям в українському літєратурознавстві: здобутки, втрати, перспективи / Н. М. Шляхова // Філологічні семінари. — Київ, 2000. — С. 34-40.
- Проблема автора в сучасній літературі / Н. М. Шляхова // Серебрянный век: Диалог культур. — Одесса, 2003. — С. 64-71;
- Життя порізнені листочки: літ.-крит. статті / Н. М. Шляхова. — Одеса: Астропринт, 2003. — 231 с.;
- «Звідки походять основні риси стилю?» / Н. М. Шляхова // Філологічні семінари. — Київ, 2003. — Вип. 6. — С. 42-51.
- Феномен автора в українському літературознавстві / Н. М. Шляхова // Дивослово. — 2003. — № 1. — С. 12-16.
- Біографізм як методологічна проблема / Н. М. Шляхова // Вісн. Львів. ун-ту. Серія філологічна. — 2004. — Вип. 33, ч. 1 : Теорія літератури та порівняльне літературознавство. — С. 171—177.
- Художня форма як поле методологічних змагань / Н. М. Шляхова // Філологічні семінари. — 2005. — Вип. 8. — С. 40-45.
- Новий погляд на біблійну герменевтику / Н. М. Шляхова // Наукові записки Тернопільського національного педагогічного університету імені Володимира Гнатюка. Серія: Літературознавство. — Тернопіль, 2006. — Вип. 20. — С. 322—328.
- Концепт «автор» у літературознавчому дискурсі / Н. М. Шляхова // Філологічні семінари. — 2007. — Вип. 10. — С. 119—127.
- Теорії автора в сучасному літературознавстві / Н. М. Шляхова // Автор і авторство у словесній творчості: зб. наук. пр. — Одеса, 2007. — С. 57-76.
- Герменевтична методологія теорії літератури / Н. М. Шляхова // Філологічні семінари. — 2008. — Вип. 11. — С. 50-55.
- Методологічні аспекти літературознавчого синтезу / Н. М. Шляхова // Вісник Львівського університету. Серія філологічна. — 2008. — Вип. 44, ч. 1. — С. 3-12.
- Канон актуальності розуміння в літературно-художній критиці / Н. М. Шляхова // Філологічні семінари. — 2009. — Вип. 12 : Літературна критика і критерії художності. — С. 19-24.
- Методологічні проблеми створення літературних теорій / Н. М. Шляхова // Філологічні семінари. — 2010. — Вип. 13. — С. 28-33.
- Еволюція форм художнього узагальнення: навч. посіб. / Н. М. Шляхова. — Вид. 2-е, доп. — Одеса: Астропринт, 2011. — 151 с.
- Методологічні проблеми історії літератури / Н. М. Шляхова // Автор — твір — читач: зб. наук. пр. — Одеса, 2012. — С. 28-36.
- «Образ автора» як проблема / Н. М. Шляхова // Зб. ст. на пошану проф. О. Г. Астафьєва. — Київ, 2012. — С. 81-94.
- Діалог як літературознавча категорія / Н. М. Шляхова // Діалог і діалогічність в українській літературі ХІХ-ХХІ ст.: монографія / Н. М. Шляхова та ін.; за заг. ред. Н. П. Малютіної. — Одеса, 2013. — С. 16-25.